# Australische Frauen-Cricket-Nationalmannschaft in England in der Saison 2019
Die Tour der australischen Frauen-Cricket-Nationalmannschaft nach England in der Saison 2019 fand vom 2. bis zum 31. Juli 2019 statt. Die internationale Cricket-Tour war Bestandteil der Internationalen Cricket-Saison 2019 und umfasste einen WTest, drei WODIs und drei WTwenty20s. Australien gewann die WTwenty20-Serie mit 2–1 und die WODI-Serie mit 3–0, während die Test-Serie 0–0 unentschieden endete.

## Vorgeschichte
England spielte zuvor eine Tour gegen die West Indies, während es für Australien die erste Tour der Saison war. Das letzte Aufeinandertreffen der beiden Mannschaften bei einer Tour fand in der Saison 2017/18 in Australien statt.

## Stadien
Die folgenden Stadien wurden für die Austragung der Tour ausgewählt.
| Stadion               | Stadt      | Kapazität | Spiele       |
| --------------------- | ---------- | --------- | ------------ |
| Bristol County Ground | Bristol    | 17.500    | 3. WT20      |
| St Lawrence Ground    | Canterbury | 6.000     | 3. WODI      |
| County Ground         | Chelmsford | 6.500     | 1. WT20      |
| County Cricket Ground | Hove       | 7.000     | 2. WT20      |
| Grace Road            | Leicester  | 6.000     | 1. & 2. WODI |
| County Ground         | Taunton    | 8.500     | 1. WTest     |

## Kaderlisten
Australien benannte seine Kader am 4. Juni 2019.
England benannte seinen WTwenty20-Kader am 29. Juni, seinen WTest-Kader am 16. Juli und den WTwenty20-Kader am 23. Juli 2019.
| WTest | WTest | WODI | WODI | WTwenty20 | WTwenty20 |
| England | Australien | England | Australien | England | Australien |
| --- | --- | --- | --- | --- | --- |
| - Heather Knight (K) - Tammy Beaumont - Katherine Brunt - Kate Cross - Sophie Ecclestone - Georgia Elwiss - Kirstie Gordon - Amy Jones - Laura Marsh - Nat Sciver - Anya Shrubsole - Sarah Taylor (wk) - Lauren Winfield | - Meg Lanning (K) - Rachael Haynes(VK) - Nicole Bolton - Nicola Carey - Ashleigh Gardner - Alyssa Healy (wk) - Jess Jonassen - Delissa Kimmince - Sophie Molineux - Beth Mooney - Ellyse Perry - Megan Schutt - Elyse Villani - Tayla Vlaeminck - Georgia Wareham | - Heather Knight (K) - Tammy Beaumont - Katherine Brunt - Kate Cross - Sophie Ecclestone - Jenny Gunn - Amy Jones - Laura Marsh - Natalie Sciver - Anya Shrubsole - Sarah Taylor (wk) - Fran Wilson - Lauren Winfield - Danni Wyatt | - Meg Lanning (K) - Rachael Haynes (VK) - Nicole Bolton - Nicola Carey - Ashleigh Gardner - Alyssa Healy (wk) - Jess Jonassen - Delissa Kimmince - Beth Mooney - Ellyse Perry - Megan Schutt - Elyse Villani - Tayla Vlaeminck - Georgia Wareham | - Heather Knight (K) - Tammy Beaumont - Katherine Brunt - Kate Cross - Sophie Ecclestone - Georgia Elwiss - Jenny Gunn - Amy Jones (wk) - Laura Marsh - Natalie Sciver - Anya Shrubsole - Sarah Taylor (wk) - Mady Villiers - Fran Wilson - Lauren Winfield - Danni Wyatt | - Meg Lanning (K) - Rachael Haynes (VK) - Nicole Bolton - Nicola Carey - Ashleigh Gardner - Alyssa Healy (wk) - Jess Jonassen - Delissa Kimmince - Sophie Molineux - Beth Mooney - Ellyse Perry - Megan Schutt - Elyse Villani - Tayla Vlaeminck - Georgia Wareham |

## Tour Matches
| 26. Juni Scorecard | Loughborough | England Academy 184-7 (39)       | – | Australien 186-4 (31.2) |
|                    |              | Australien gewinnt mit 6 Wickets |   |                         |

| 28. Juni Scorecard | Loughborough | Australien 337-5 (50)          | – | England Academy 269-9 (50) |
|                    |              | Australien gewinnt mit 68 Runs |   |                            |

| 29. Juni Scorecard | Loughborough | England 341-8 (50)          | – | Australia A 260-9 (50) |
|                    |              | England gewinnt mit 81 Runs |   |                        |

| 11. – 13. Juli Scorecard | Marlborough | Australien 360-5d (83.4) & 274-9d (62.3) | – | England Academy 165 (57.5) & 229 (69.2) |
|                          |             | Australien gewinnt mit 240 Runs          |   |                                         |

| 12. – 14. Juni Scorecard | Street | England 343-2d (85) & 318-5d (78) | – | Australia A 218 (75.4) & 124 (31.5) |
|                          |        | England gewinnt mit 319 Runs      |   |                                     |

## Women’s One-Day Internationals

### Erstes WODI in Leicester
| 2. Juli Scorecard | Leicester | England 177 (46.5)               | – | Australien 178-8 (42.3) |
|                   |           | Australien gewinnt mit 2 Wickets |   |                         |

Australien gewann den Münzwurf und entschied sich als Feldmannschaft zu beginnen. Als Spielerin des Spiels wurde Ellyse Perry ausgezeichnet.

### Zweites WODI in Leicester
| 4. Juli Scorecard | Leicester | England 217 (47.4)               | – | Australien 218-6 (45.2) |
|                   |           | Australien gewinnt mit 4 Wickets |   |                         |

England gewann den Münzwurf und entschied sich als Schlagmannschaft zu beginnen. Als Spielerin des Spiels wurde Delissa Kimmince ausgezeichnet.

### Drittes WODI in Canterbury
| 7. Juli Scorecard | Canterbury | Australien 269-7 (50)           | – | England 75 (32.5) |
|                   |            | Australien gewinnt mit 194 Runs |   |                   |

England gewann den Münzwurf und entschied sich als Feldmannschaft zu beginnen. Als Spielerin des Spiels wurde Ellyse Perry ausgezeichnet.

## Women’s Tests in Taunton
| 18. – 21. Juli Scorecard | Taunton | Australien 420-8d (154.4) & 230-7 (64) | – | England 275-9d (107.1) |
|                          |         | Remis                                  |   |                        |

Australien gewann den Münzwurf und entschied sich als Schlagmannschaft zu beginnen. Für sie bildete die Eröffnungs-Batterin Alyssa Healy zusammen mit der dritten Schlagfrau Meg Lanning eine Partnerschaft. Healy schied nach einem Fifty über 58 Runs aus und wurde durch Ellyse Perry gefolgt. Nachdem Lanning nach 57 Runs ihr Wicket verloren hatte, folgte an der Seite von Perry Rachael Haynes, die zusammen den tag beim Stand von 265/3 beendeten. Am zweiten Tag verlor Perry ihr Wicket nach einem Century über 116 Runs aus 281 Bällen und kurz darauf auch Haynes nach 87 Runs. Daraufhin wurde das Spiel jedoch durch Regenfälle unterbrochen und der Tag endete beim Stand von 341/5. Am dritten Tag bildeten Beth Mooney und Sophie Molineux eine weitere Partnerschaft. Molineux erreichte 21 Runs und Mooney verlor ihr Wicket nach einem Fifty über 51 Runs, woraufhin Australien das Innings deklarierte. Beste englische Bowlerinnen waren Katherine Brunt mit 2 Wickets für 48 Runs sowie Sophie Ecclestone und Laura Marsh die jeweils 2 Wickets für 90 Runs erzielten. Für England bildeten Amy Jones und Heather Knight eine erste Partnerschaft. Knight schied nach 28 Runs aus und wurde gefolgt durch Natalie Sciver. Nachdem Jones nach einem Fifty über 64 Runs ausgeschieden war, konnte Katherine Brunt 15 Runs erreichen, bevor der Tag beim Stand von 199/6 endete. Am vierten Tag schied Anya Shrubsole nach 11 Runs aus und Sciver verlor ihr Wicket nach einem Half-Century über 88 Runs. England deklarierte das Innings nachdem Laura Marsh nach 28 Runs ihr Wicket verlor, wobei sie einen Rückstand von 145 Runs. Beste australische Bowlerin war Sophie Molineux mit 4 Wickets für 95 Runs. Für Australien schied Alyssa Healy nach 13 Runs aus, woraufhin sich eine Partnerschaft zwischen Meg Lanning und Ellyse Perry bildete. Lanning erreichte 21 Runs, woraufhin an der Seite von Perry Beth Mooney 25, Jess Jonassen 37 und Sophie Molineux 41 Runs erzielten. Perry beendete den Tag ungeschlagen mit 76* Runs und das Spiel endete im Remis. Beste englische Bowlerinnen waren mit jeweils zwei Wickets Heather Knight (für 25 Runs), Laura Marsh (für 42 Runs) und Kristie Gordon (für 50 Runs). Als Spielerin des Spiels wurde Ellyse Perry ausgezeichnet.

## Women’s Twenty20 Internationals

### Erstes WTwenty20 in Chelmsford
| 26. Juli Scorecard | Chelmsford | Australien 226-3 (20)         | – | England 133-9 (20) |
|                    |            | Australien gewann mit 93 Runs |   |                    |

England gewann den Münzwurf und entschied sich als Feldmannschaft zu beginnen. Als Spielerin des Spiels wurde Meg Lanning ausgezeichnet.

### Zweites WTwenty20 in Hove
| 28. Juli Scorecard | Hove | England 121-8 (20)              | – | Australien 122-3 (17.5) |
|                    |      | Australien gewann mit 7 Wickets |   |                         |

England gewann den Münzwurf und entschied sich als Schlagmannschaft zu beginnen. Als Spielerin des Spiels wurde Ellyse Perry ausgezeichnet.

### Drittes WTwenty20 in Bristol
| 31. Juli Scorecard | Bristol | England 139-5 (20)          | – | Australien 122-8 (20) |
|                    |         | England gewinnt mit 17 Runs |   |                       |

Australien gewann den Münzwurf und entschied sich als Feldmannschaft zu beginnen. Als Spielerin des Spiels wurde Katherine Brunt ausgezeichnet.

## Punktwertung
Die Ashes werden nach einer Punktwertung vergeben. Im WTest gibt es vier Punkte für einen Sieg, zwei für ein Remis, Unentschieden oder No Result und in den kurzen Spielformen zwei bzw. einen Punkt.
| Australien |            | England |
| ---------- | ---------- | ------- |
| 2          | WTests     | 2       |
| 2          | 1. WTest   | 2       |
| 6          | WODIs      | 0       |
| 2          | 1. WODI    | 0       |
| 2          | 2. WODI    | 0       |
| 2          | 3. WODI    | 0       |
| 4          | WTwenty20s | 2       |
| 2          | 1. WT20    | 0       |
| 2          | 2. WT20    | 0       |
| 0          | 3. WT20    | 2       |
| 12         | Gesamt     | 4       |

## Auszeichnungen

### Player of the Series
Als Player of the Series wurden der folgende Spieler ausgezeichnet.
| Serie | Player of the Series |
| ----- | -------------------- |
| WTest | –                    |
| WODI  | –                    |
| WT20  | Ellyse Perry         |

### Player of the Match
Als Player of the Match wurden die folgenden Spielerinnen ausgezeichnet.
| Spiel    | Player of the Match |
| -------- | ------------------- |
| 1. WTest | Ellyse Perry        |
| 1. WODI  | Ellyse Perry        |
| 2. WODI  | Delissa Kimmince    |
| 3. WODI  | Ellyse Perry        |
| 1. WT20  | Meg Lanning         |
| 2. WT20  | Ellyse Perry        |
| 3. WT20  | Katherine Brunt     |